# Maków (województwo małopolskie)
Maków – wieś w Polsce położona w województwie małopolskim, w powiecie miechowskim, w gminie Gołcza, przy drodze wojewódzkiej nr 783.
W latach 1975–1998 miejscowość administracyjnie należała do województwa krakowskiego. Integralne części miejscowości: Kolonia, Ogrodzieniec.